# Pinus nigra
Pinus nigra là một loài thực vật hạt trần trong họ Thông. Loài này được J.F.Arnold miêu tả khoa học đầu tiên năm 1785.